# Synaptra
Synaptra（シナプトラ）とは，日立製作所が開発した鉄道車両の制御伝送・モニタリング装置である。

## 概要
元々は、現在JR東日本E235系電車などに使われているINTEROSを開発する段階で、三菱電機製の集中方式であるINTEROS-Aと日立製作所が開発したINTEROS-Cとの競作として、それぞれ異なったシステムが開発された。
この2つのシステムを比較するため、試験車であるMUE-Trainでの試験が行われ、その結果、三菱電機製のINTEROSが採用された。一方で、このINTEROS-Cを基とする日立製作所独自のシステムが「Synaptra」である。

## 採用例
- 英国IEP（Intercity Express Programme）Class 800/801車両
- 英国ASR（Abellio ScotRail）Class 385車両
- 相鉄20000系・21000系電車[3][4]
- 東武20000系電車20400型[5]
- 首都圏新都市鉄道TX-3000系電車[1]
- 東武50000系電車の一部

- JR東日本EV-E801系電車
- JR九州BEC819系電車
- Osaka Metro400系電車
- 仙台市交通局3000系電車[6]